# Vönöcki vasúti baleset
A GYSEV legsúlyosabb balesete 1942. június 30-án történt a Fertővidéki Helyiérdekű Vasút vonalán.

## Leírása
A 226 sz. személyvonat – amely a BCmot 16 pályaszámú motorkocsiból és annak két mellékkocsijából állt – Celldömölk irányából szinte fékezés nélkül belerohant a nyílt pályán, Vönöck állomás bejárati alakjelzője előtt álló vegyesvonatba. A baleset a szerelvény megfékezettségének hiánya miatt következett be, mivel a mellékkocsikat Celldömölkön nem kötötték be a főlégvezetékbe. A szerelvény az állomáson nem tudott megállni, ahol a szemből jövő tehervonattal kellett volna útját kereszteznie. 
Hornyák Béla mozdonyvezető – észlelvén a fékhatás szinte teljes hiányát – még az állomásépület előtt kiugrott a motorkocsiból. Az ütközés során a motorkocsi, a szemből jövő Va. osztályú, 112. pályaszámú gőzmozdony, a mögé besorolt kísérőkocsi és egy teherkocsi megsérült. A motorkocsi a másodosztályú végével ütközött, de a kocsi teljes belső berendezése összetörött, mivel a mozdony a motorkocsi feléig betört. A balesetnek 80 sérültje és négy halottja volt. A mozdonyvezetőt a bíróság két év börtönre ítélte, mivel később kiderült, hogy az indulás után nem végzett fékpróbát, amelynél észlelte volna a fékhatás hiányát. A motorkocsit súlyos sérülései ellenére 1944. június 30-ára újjáépítették.